# Шевчук Семен
Семе́н Шевчу́к (1887—1968) — адвокат у Львові, громадський діяч родом із Галичини.

## Життєпис
Брав участь у визвольних змаганнях 1917—1920 років. Шевчук часто захищав членів Організації українських націоналістів у політичних процесах.
Мешкав у Львові у власному будинку на вул. Вроновських (нинішня вул. Філарета Колесси), 17.
Після другої світової війни оселився в Канаді, був головою Товариства українських правників. Помер у Торонто.

## Праці
- Шевчук С. Пора сказати правду про наші Визвольні Змагання добитися волі для Галицької землі 1918-1939. — Торонто, 1965. — 280 с.